# 马托西纽什 (葡萄牙堂区)
马托西纽什是葡萄牙波尔图区的一个堂区。总面积5.31平方公里，总人口28488人，人口密度5365人/平方公里。